# Aulosaphes psychidivorus
Aulosaphes psychidivorus är en stekelart som beskrevs av Muesebeck 1935. Aulosaphes psychidivorus ingår i släktet Aulosaphes och familjen bracksteklar. Inga underarter finns listade.